# Tepidimicrobium
Tepidimicrobium — рід бактерій родини Clostridiaceae.

## Опис
Бактерії Tepidimicrobium мають форму прямих або злегка вигнутих паличок, діаметром 0,4-0,6 мкм та довжиною 3,0-10,0 мкм з клітиновою стінкою грампозитивного типу. Бактерії зустрічаються поодинці або в коротких ланцюгах і демонструють рухливість за рахунок перитрихічних флаконів. Може утворювати термінальні ендоспори. Анаеробні, помірно термофільні та нейтрофільні. Діапазон температур для росту 25-67 °С. Діапазон pH для росту становить 5,5-9,5.

## Види
Рід включає два види:
- Tepidimicrobium ferriphilum
- Tepidimicrobium xylanilyticum